# Anarquismo egoísta
El anarquismo egoísta, también denominado solo egoísmo, es una corriente de pensamiento anarquista con origen en la filosofía de Max Stirner, filósofo post-hegeliano del siglo XIX, cuyo nombre es una conocida influencia histórica del anarquismo individualista.
Aunque históricamente asociado a la rama individualista del anarquismo, los defensores del anarquismo egoísta han sido tanto individualistas como anarcosocialistas.

## Max Stirner y su filosofía

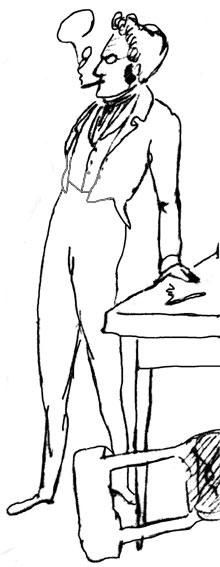
Max Stirner. Retrato de Friedrich Engels.

Max Stirner, filósofo post-hegeliano del siglo XIX, es una conocida influencia histórica del anarquismo individualista, aun cuando Stirner no era un teórico de la anarquía (filosofía práctica u orden político) sino del ego (psicología, moral).
El libro de Stirner El único y su propiedad, publicado en 1844, argumentó que la única limitación en el individuo es su poder para obtener lo que él desea. Propone que las comúnmente aceptadas instituciones sociales, incluyendo la noción de Estado, la propiedad como un derecho, los derechos naturales, y en general la noción misma de la sociedad, son cosificaciones de la mente.
Stirner comienza afirmando que el centro de toda reflexión, y aun de toda realidad, es el hombre. Sin embargo, no se trata del hombre en general, ni del representante de una Humanidad abstracta, sino del individuo, de "mí mismo" en cuanto "yo" único. El "Único" es único no porque esté relacionado con nada, sino más bien porque él, y solo él, es el fundamento de toda relación posible. Todo lo que me une a otros, o todo lo que tengo en común con otros, es solo relativo respecto al carácter absoluto de "mi" unicidad. En suma, la unicidad no parece ser en Stirner ausencia de relación, sino que la relación es ausencia de unicidad.
Stirner proclama que todas las religiones e ideologías se asientan en conceptos vacíos, que superpuestos a los intereses personales (egoístas) de los individuos, revelan su invalidez. Lo mismo es válido para las instituciones sociales que sustentan estos conceptos y que reclamen autoridad sobre el individuo, pretendiendo hacer del individuo un esclavo, y servirse de este para su causa egoísta. Lo mismo es válido tanto para el "Dios" de los cristianos como la "Humanidad" o la "Libertad" de los ideólogos modernos, siempre se trata de un ideal. No son más que creencias, fantasmas, pensamientos abstractos destinados a perpetuar el estado de servidumbre y a estar por encima del individuo.
Como opuesto a esto, Stirner llama a la conformación de una asociación voluntaria de personas (o como él la llama "unión de egoístas") que se opone a la concepción de los grupos y colectivos abstractos y no basados en el ego de los individuos, como son la sociedad, la nación, el Estado o la familia.

## Influencia

### Europa

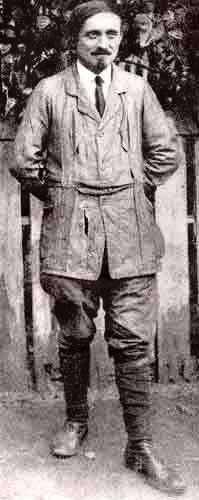
Émile Armand, anarquista egoísta francés

#### Alemania
En Alemania el anarcoindividualista escocés-alemán y de los primeros activistas de derechos LGBT John Henry Mackay se convertirá en el principal difusor inicial de Stirner después de que escribiera una biografía sobre Stirner así como la introducción a la reedición en alemán de El único y su propiedad. Adolf Brand fue otro anarquista stirneriano y uno de los primeros activistas homosexuales y el primero en el mundo en editar de forma regular una revista para homosexuales, llamada Der Eigene (1896-1932). El nombre se remonta a la obra de Max Stirner Der Einzige und sein Eigentum (El único y su propiedad). El subtítulo era Monatsschrift für Kunst und Leben (Revista mensual sobre el arte y la vida). En ese país también apareció la publicación Der Einzige en 1919 y que duró hasta 1925, la cual fue editada por los primos Anselm Ruest (pseud. de Ernst Samuel) y Mynona (pseud. de Salomo Friedlaender). El título de la publicación proviene del nombre en alemán del libro de Stirner, Der Einzige und sein Eigentum. La publicación también estaba influenciada por Friedrich Nietzsche y estaba conectada a la expresión artística del expresionismo y la transición desde esta hacia el dada.

#### Francia
En Francia la filosofía de Stirner también fue influencial, sobre todo en el pensamiento del anarcoindividualista promotor del amor libre Emile Armand. Armand escribió un importante ensayo de difusión de la filosofía de Stirner titulado "El Stirnerismo", en el que reporta que en Francia El único y su propiedad aparecía en 1900 en dos traducciones, la de Robert L. Reclaire, en casa de Stock, y la de Henri Lasvigne en La Revue Blanche. En 1894, Henri Albert había traducido una parte de la obra en el Mercure de France; un poco más tarde, Theodore Randal había hecho lo mismo en las Charlas Políticas y Literarias y en el Magazine Internacional, además de que tradujo en L’en dehors la crítica muy interesante que Stirner hizo de Los misterios de París, de Eugène Sue, y un extracto de El falso principio de nuestra educación. Después de la Segunda Guerra Mundial anarcoindividualistas franceses agrupados junto con Emile Armand publican L’Unique, recuperando la figura del Único del libro de Stirner El único y su propiedad. L’Unique se publicó desde 1945 a 1956 con un total de 110 números.
Otro autor franceses destacados serían Georges Palante (en su vertiente egoísta) y Jacques Élie Henri Ambroise Ner (en su vertiente individualista).

#### España
En España el pensamiento stirneriano tuvo seguidores entre los grupos anarcoindividualistas de principios del siglo XX, entre los que destaca el escritor y activista Miguel Giménez Igualada. El historiador catalán del anarquismo individualista español Xavier Diez reporta que "Iniciales, que se publicará con una cierta regularidad hasta 1937 será la revista expresamente individualista que incluso tratará, de manera infructuosa, de poner en práctica el principio estirneriano de la unión de egoístas a partir de una federación de individualistas". El primer traductor de Stirner en España fue el anarquista Pedro Dorado Montero. Igualada era director de la revista anarcoindividualista, la cual Diez caracteriza como alineada con "el estirnerismo, como tendencia específica, como muestra del individualismo más ortodoxo".

#### Italia

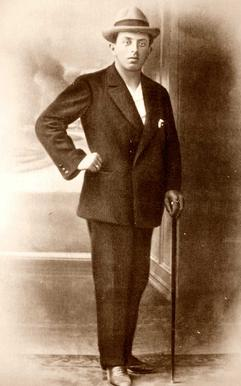
Renzo Novatore, anarquista egoísta e ilegalista italiano

A su vez, un movimiento europeo formado por marginales y llamado ilegalismo juntó la idea de un sector anarquista obrerista, la propaganda por el hecho, con la filosofía egoísta, realizando lo que llamaron "expropiación individual" como forma de vida; en general el movimiento anarquista guardó distancia de estos personajes. En Italia, Stirner fue una importante base de inspiración en escritores y militantes anarcoindividualistas como Renzo Novatore así como en el italo-estadounidense Errico Arrigoni. Pietro Bruzzi editó la publicación L'Individualista en los años 1920 junto con Ugo Fedeli y Francesco Ghezzi, pero dicha publicación fue suprimida por el nuevo gobierno fascista. Pietro Bruzzi también colaboró con la publicación Eresia de Nueva York, editada por Enrico Arrigoni.

#### Rusia
En el anarquismo ruso, el anarquismo egoísta inspirado tanto por Stirner como por Friedrich Nietzsche atrajo a intelectuales bohemios como Lev Chernyi, así como a unos cuantos marginales antisociales que encontraron en el crimen y la violencia una forma de autoexpresión. Rechazaron la organización, en la creencia de que solo los individuos no organizados se salvarían de la coacción y la dominación, y de que esto los mantendría fieles a los ideales del anarquismo.

### Estados Unidos y las islas británicas

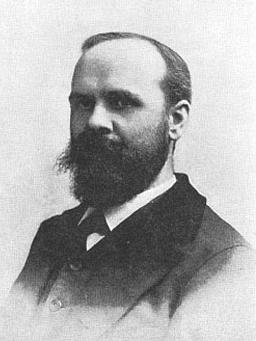
Benjamin Tucker

Benjamin Tucker y una parte del círculo de Liberty abandonaron posiciones cercanas al derecho natural y abrazaron el egoísmo de Stirner. Estos sostuvieron que la propiedad privada surge del poder de apropiar; Tucker sostuvo que solo existen dos derechos: el "derecho del poder" y el "derecho del contrato". Esto provocó profundos debates con los anarquistas individualistas anglosajones, tradicionalmente partidarios de la ley natural, quienes a través de esta justificaban la inviolabilidad de la propiedad privada obtenida a través del trabajo y el comercio. Los iusnaturalistas acusaban a los egoístas de minar los principios del mismo libertarismo.
Otros anarquistas egoístas de ese tiempo y tendencia son John Beverley Robinson, Steven T. Byington, Hutchins Hapgood, James L. Walker, Victor Yarros y E.H. Fulton. James L. Walker escribió el ensayo largo titulado The Philosophy of Egoism (La filosofía del Egoísmo) en partes, entre mayo de 1890 y septiembre de 1891, en la publicación llamada Egoism. John Beverley Robinson escribió un ensayo titulado Egoism, en el que describe su posición filosófica en esta forma: "El egoísmo moderno, tal como ha sido expuesto por Stirner y Nietzsche, así como por Ibsen, Shaw y otros".
Algunas publicaciones egoístas estaban influenciadas por la presentación que Liberty hizo del egoísmo. Entre estos destacan I, publicada por C. L. Swartz y editado por W. E. Gordak y J. W. Lloyd (todos asociados con Liberty); y The Ego y The Egoist, editados por Edward H. Fulton. Entre las publicaciones egoístas que seguía Tucker se encuentran la alemana Der Eigene, editada por Adolf Brand, y The Eagle y The Serpent, publicadas en Londres. Esta última publicación fue editada entre 1898 y 1900 con el subtítulo 'A Journal of Egoistic Philosophy and Sociology' ('Publicación de Filosofía y Sociología Egoísta').
El egoísmo también influenció a un sector anarquista comunista estadounidense, especialmente aquel relacionado con Emma Goldman y Max Baginski en su revista Mother Earth, quienes a su vez reconocieron sus influencias filosóficas en Stirner y políticas en Piotr Kropotkin. Bagisnki, en un ensayo titulado Stirner: The Ego and His Own, publicado en Mother Earth, afirma que "en forma total y desde el corazón los comunistas están de acuerdo con Stirner cuando coloca la palabra 'tomar' en vez de la palabra 'demandar' - esto lleva a la disolución de la propiedad, a la expropiación. El individualismo y el comunismo así van de la mano".
En Nueva York el stirneriano exiliado italiano Enrico Arrigoni editó la publicación anarcoindividualista ecléctica Eresia en 1928 y posteriormente será un miembro a largo plazo del Libertarian Book Club en esa misma ciudad.

### El anarquismo egoísta en América Latina
El historiador anarquista Angel Cappelletti reporta que en Argentina "entre los trabajadores llegados de Europa en las dos primeras décadas del siglo, había curiosamente varios individualistas stirnerianos influidos por la filosofía de Nietzsche, que veían al sindicalismo como un potencial enemigo de la ideología anarquista. Constituyeron... grupos de afinidad que en 1912 llegaban, según Max Nettlau, al número de veinte. En 1911 apareció, en Colón, el periódico El Único, que se autodefinía como 'publicación individualista'".
Por su parte, Biófilo Panclasta fue un escritor, activista político y anarquista individualista colombiano. Panclasta se consideró un individualista muy de la mano de la idea del superhombre de Nietzsche así como fue seguidor de Max Stirner.

### Japón
Jun Tsuji fue un anarquista japonés, epicúreo y dadaísta, músico de Shakuhachi, actor y bohemio que, después de descubrir la filosofía de Stirner, procedió a traducir El Único y su propiedad al idioma japonés. Stirner también influenció al activista y escritor anarquista japonés Sakae Osugi, quien también recibió la influencia de Henri Bergson, Piotr Kropotkin y Georges Sorel.

### Época contemporánea
En la actualidad las tendencias del anarquismo insurreccionalista y de la anarquía postizquierda son tendencias de fuerte influencia del egoísmo stirneriano. Tanto el insurrecionalista estadounidense Wolfi Landstreicher como el italiano Alfredo M. Bonanno han sido influenciados por Stirner. 

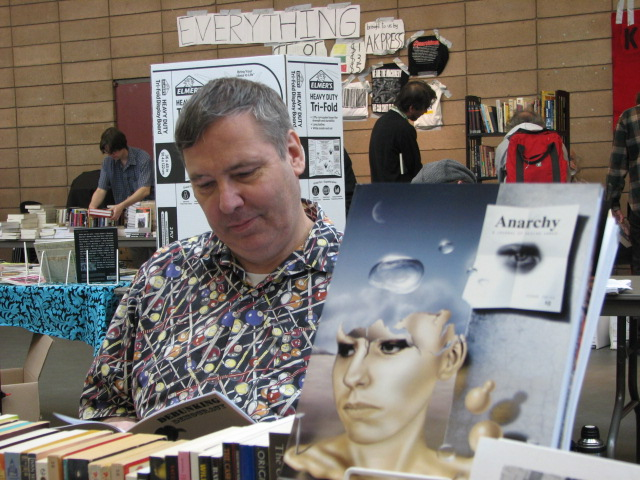
Bob Black, contemporáneo stirneriano estadounidense desde la perspectiva de la anarquía postizquierda.

Bob Black, perteneciente a la anarquía postizquierda, ha afirmado un "marxismo stirneriano" y otros de la misma tendencia como Hakim Bey y Jason McQuinn también admiten su influencia. 
En tanto que Hakim Bey aboga el no tener que "esperar por la revolución" sino que inmediatamente se puede "buscar 'espacios' (geográficos, sociales, culturales, imaginarios) con potencial para florecer como Zonas Autónomas Temporales", asegurando: "Estamos buscando por tiempos en los que estos espacios sean relativamente abiertos, ya sea por medio de la negligencia por parte del Estado o debido a que han escapado del conocimiento de los mapeadores, o por cualquier otra razón". En última instancia "cara a cara, un grupo de humanos sinergizan sus esfuerzos de realizar deseos mutuos, ya sea para la buena comida y ánimos, bailar, conversación, las artes de la vida; tal vez incluso para el placer erótico, o para crear una obra de arte comunal, o para alcanzar el estado de felicidad mismo-en corto, una 'unión de egoístas' (tal como Stirner lo puso) en su forma más simple-o, en los términos de Kropotkin, un impulso biológico básico hacia el 'apoyo mutuo'". Hakim Bey escribió además que "La Sociedad Mackay, de la cual soy miembro activo, está dedicada al anarquismo de Max Stirner, Benj. Tucker & John Henry Mackay...La Sociedad Mackay...representa una corriente poco conocida de pensamiento individualista que nunca cortó lazos con el sindicalismo revolucionario. Dyer Lum, Ezra & Angela Haywood representan a esta escuela de pensamiento; Jo Labadie, el cual escribió para la publicación Liberty de Tucker, se erigió como lazo que conectó a los anarquistas "plumb line", los anarquistas "filosóficos", y el sector sindicalista y comunista del movimiento; su influencia alcanzó a la Sociedad Mackay a través de su hijo, Laurence. Como los stirneristas italianos (quienes nos han influenciado a través de nuestro desaparecido amigo Enrico Arrigoni) nosotros apoyamos a todas las corrientes antiautoritarias, a pesar de sus aparentes contradicciones."
Los escritos del postanarquista Saul Newman sobre Stirner también reactualizan la vigencia del pensamiento de Stirner pero en este caso en el contexto de las afinidades de Stirner con el postestructuralismo.